# Grande-Terre (Guadeloupe)

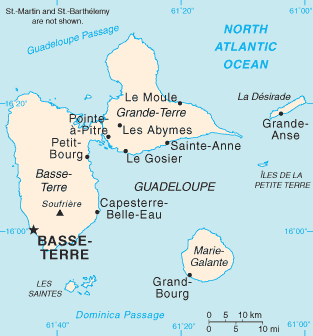
Lägeskarta över Île de Grande-Terre

Karta över Île de Grande-Terre

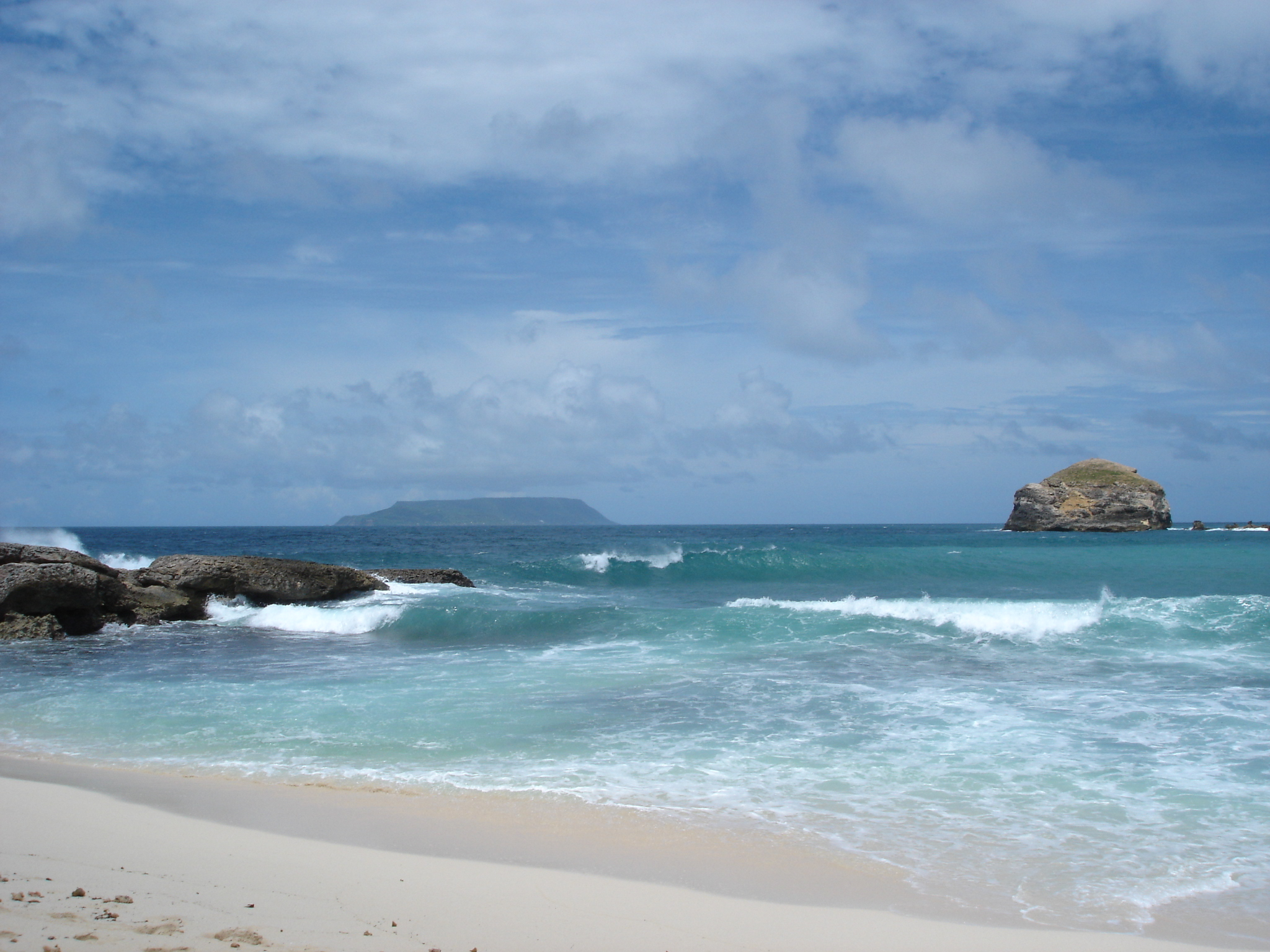
Strand på Île de Grande-Terre

Île de Grande-Terre är en ö bland de södra Små Antillerna i Karibiska havet i Västindien. Ön tillhör det franska utomeuropeiska departementet Guadeloupe.

## Geografi
Île de Grande-Terre ligger direkt öster om ön Île de Basse-Terre och tillsammans utgör denna tvillingö huvudön i ögruppen Guadeloupe. Öarna skiljs endast åt av ett mangroveträsk och havsinloppet La Rivière Salée). Ön har en areal om cirka 586 km² med en längd på cirka 40 km och cirka 30 km bred.
Öns högsta punkt är Morne l'Escale på cirka 136 m ö.h.
Huvudort är Pointe-à-Pitre med cirka 21 000 invånare på öns sydvästra del. Övriga större orter är Le Gosier, Sainte-Anne, Saint-François, Le Moule, Anse-Bertrand, Port-Louis, Petit-Canal, Morne-à-l'Eau och Les Abymes.
Befolkningen uppgår till cirka 220 000 invånare.
Förvaltningsmässigt utgör ön arrondissementet (kretsen) Pointe-à-Pitre och är uppdelad i 10 communes (kommuner), till kretsen hör även Île La Désirade, Îles de la Petite-Terre och Île Marie-Galante.
Havsviken Le Grand-Cul-de-Sac marin vid öns nordvästra del är en nationalpark.
Öns flygplats heter Aérodrome de Pointe-à-Pitre Le Raizet (flygplatskod "PTP") och har kapacitet för internationellt flyg, den ligger cirka 2 km norr om Pointe-à-Pitre på öns sydvästra del.
Utanför Île de Grande-Terres kust ligger småön Ilet à Fajou och Ilet Christophe i väst, Ilôt de Gosier i söder och cirka 10 österut ligger ön Île La Désirade.

## Historia
Den 14 november 1493 upptäckte Christopher Columbus som förste europé Île de Grande-Terre, ön döptes då till Isla de Santa María de Guadalupe de Extremadura.
1635 hamnade området sedan under franskt styre förutom korta perioder under 1700-talet och 1800-talet då området ockuperades av Storbritannien. Åren 1813 till 1814 tillhörde området formellt Sverige. Efter Freden i Paris 1814 återfick Frankrike kontrollen över Guadeloupe.